# Supersypnoides rubrifascia
Supersypnoides rubrifascia là một loài bướm đêm trong họ Noctuidae.